# Giuseppe Taddei
Giuseppe Taddei (Génova, Italia, 26 de junio de 1916 - Roma, 2 de junio de 2010) fue un barítono italiano famoso por sus interpretaciones de personajes en operas de Wolfgang Amadeus Mozart, Rossini, Puccini y Giuseppe Verdi.
Estudió en Roma donde debutó profesionalmente en 1936 como el Heraldo en Lohengrin dirigido por su mentor Tullio Serafin.
Cantó en Roma hasta que fue alistado como soldado en la Segunda Guerra Mundial. Al finalizar la guerra retomó su carrera actuando en la Wiener Staatsoper, Londres y en 1948 en el Festival de Salzburgo, La Scala y el Teatro San Carlo en Nápoles.
Debutó en América en el Palacio de Bellas Artes de México en las representaciones de La Traviata y Aida junto a Maria Callas en 1951 seguido por us debut en el Teatro Colón de Buenos Aires en 1953 en las representaciones de Tosca con Renata Tebaldi y Carlo Bergonzi, teatro al que regresaría para ser dirigido por Sir Thomas Beecham en 1958 en Samson et Dalila y en 1962 y 1965 como Scarpia de la Tosca de Regine Crespin.
En Estados Unidos debutó en la Ópera de San Francisco en 1957, seguido por la Lyric Opera of Chicago en 1959 como Barnaba en La Gioconda con Eileen Farrell, con actuaciones regulares en el Covent Garden entre 1960 y 1967.
Su debut en el Metropolitan Opera fue tardío, se produjo a los 69 años como Falstaff el 25 de septiembre de 1985.
Igualmente eficiente en drama y comedia fue un excepcional Figaro (en Mozart y en Rossini) así como Leporello y Don Giovanni, Belcore y Dulcamara en Elisir d'amore, además de Ernani, Macbeth, Rigoletto, Amonasro, Iago en Otello, Falstaff, Barnaba en La Gioconda, Gérard en Andrea Chénier, y Scarpia en Tosca.
Giuseppe Taddei dejó muchos registros de óperas completas, los más destacados Figaro en Nozze di Figaro y Leporello en Don Giovanni dirigidos por Carlo Maria Giulini (con Elisabeth Schwarzkopf y Joan Sutherland), Macbeth con Birgit Nilsson, y Scarpia en Tosca con Leontyne Price y Falstaff estos dos últimos con Herbert von Karajan. 
Otros registros importantes incluyen Cosi fan tutte con Elisabeth Schwarzkopf, Christa Ludwig y Alfredo Kraus bajo Karl Böhm, L'elisir d'amore con Renata Scotto y Carlo Bergonzi dirigidos por Gianandrea Gavazzeni, La Bohème con Mirella Freni y Luciano Pavarotti bajo Karajan y otros.